# 론 트로티에

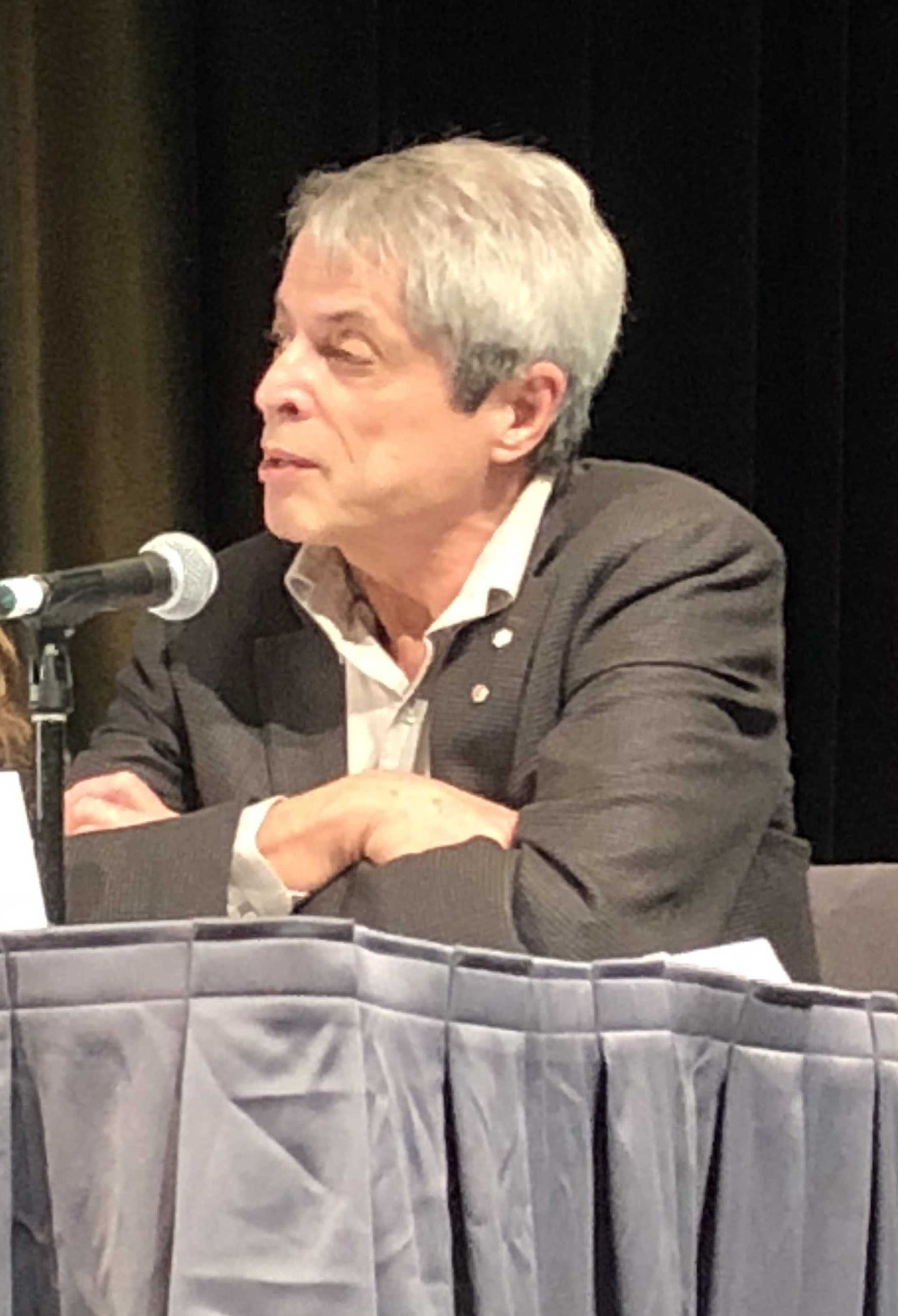

론 트로티에(영어: Lorne Trottier, 1948년 6월15일 ~)는 캐나다의 기업인으로, 매트록스의 창업자이자 소유자이다. 1970년, 맥길 대학교에서 전기공학 학사를 받았고, 1973년에는 같은 대학교에서 전기공학 석사를 받았다. 사이먼 프레이저 대학교 등 많은 대학교에 기부를 해왔다.